# Чахтице замак
Чахтице замак је замак у Словачкој поред села Чахтице. Налази се на брду на ком има доста ретких биљака и које је проглашено за национални природни резерват. Замак је био резиденција, а касније и затвор грофице Ержебет Батори, која је наводно била највећи женски серијски убица у историји.
Чацхтице замак је изграђен средином 13. века. Првобитно је био романски замак, а касније је претворен у готички и проширен је у 15. и 16. веку. Након овог периода су уследила ренесансна реновирања у 17. веку. Замак је 1708. године освојио и опљачкао Ференц II Ракоци и од тада је остављен да пропада.

## Чахтице у филму
Чахтице замак је заједно са Оравским замком послужио као место снимања филма Носферату.
Чахтице замак је коришћен за снимање филма Змајево срце (1996), у ком је глумио Денис Квејд.